# Neobrachiella regia
Neobrachiella regia är en kräftdjursart som först beskrevs av Lewis 1967.  Neobrachiella regia ingår i släktet Neobrachiella och familjen Lernaeopodidae. Inga underarter finns listade i Catalogue of Life.